# Kim Nøhr Skibsted
Kim Nøhr Skibsted (født 29. oktober 1965 i Charlottenlund) er fondsdirektør for Poul Due Jensens Fond, der er hovedejer af Grundfos. Han var i perioden 2008-2018 kommunikationsdirektør i Grundfos. Han har tidligere arbejdet som kommunikationsdirektør i JYSK, seniorrådgiver hos GCI Mannov mm. og været medlem af Folketinget for Socialdemokratiet.

## Baggrund
Kim Nøhr Skibsted blev født i 1965 i Charlottenlund som søn af sælger Ole Hejselbæk og butiksmedarbejder Jytte Nøhr Skibsted. Han voksede primært op i Nørresundby og Aalborg.
Kim Nøhr Skibsted blev samfundssproglig student fra Hasseris Gymnasium i 1984 og fortsatte med samfundsvidenskab og dansk på Aalborg Universitet.

## Politisk karriere
Han er tidligere politisk aktiv i DSU og Socialdemokraterne.
1983-1985: Formand for DSU Aalborg i perioden.
1997-1998: Folketingsmedlem for Socialdemokratiet. Han fik aldrig de store ordførerposter for sit parti (forskning, kultur, uddannelse og indfødsretsudvalget) men markerede sig mere som en oprører imod Folketingets ritualer og topstyringen i Socialdemokratiet. Han var blandt de første, der foreslog, at partiets ledelse burde vælges ved urafstemning blandt medlemmerne. Det var sådan, at han selv blev folketingskandidat tilbage i 1991, hvor kredsens medlemmer valgte ham i kampvalg med Mogens Camre. Tidligt i sit politiske virke, som folketingskandidat fra 1991, tog han åbent dialogen og konflikten med bl.a. Den Danske Forening og erkendte, at den manglende integration af indvandrere og flygtninge samt det manglende opgør med fremmedfjendskheden havde skabt et muligt fremmedhad og dannede grobund for bl.a. Dansk Folkeparti. Ved valget i 1998 blev han ikke genvalgt. Han forlod derefter politik og returnerede til det private erhvervsliv. Han har dog stadig blandet sig i den politiske debat, bl.a. inden for klima, energi, bæredygtighed, virksomheders sociale ansvar og flygtninge og migration.  

## Erhvervskarriere
Han har arbejdet for Det Fri Aktuelt, reklamebureauet Grey og PR-virksomheden Mannov, inden han blev kommunikationschef og senere direktør for kommunikation, HR og CSR hos detailkæden JYSK. I 2008 skiftede han til Grundfos og en stilling som pumpevirksomhedens koncernkommunikationsdirektør. I 2013 blev han af Berlingske Tidende nævnt som Danmarks bedste til PR.  
Kim Nøhr Skibsted har bl.a. siddet i bestyrelsen for Tropical Forest Trust (Geneve), Børns Vilkår, State of Green, Synergi og Naturvidenskabernes Hus. Han sidder i bestyrelsen for Aarhus Teater (formand), Egmont Højskolen (næstformand), Spar Nord Fonden, Aarhus Festuge og Stockholm International Water Institute (Stockholm).